# NREC N-Viromotive GenSet
NREC N-Viromotive es una serie de locomotoras diésel-eléctricas de maniobras de bajas emisiones construidas por la compañía ferroviaria estadounidense National Railway Equipment Company.
Estas locomotoras poseen 2 motores diésel cada una y equipos electrónicos para mejorar su rendimiento, evitando derroches de energía y controlando la producción de energía del generador principal. De esta manera se alarga la vida útil de los motores de tracción y los demás componentes, evitando sobrecargas que podrían dañar a los mismos. Se ofrecen modelos con una potencia que va desde los 700 hasta los 2100 caballos de fuerza.
Esta empresa fabrica 4 modelos bajo estas características:
- NREC 1GS-7B
- NREC 2GS-14B
- NREC 3GS-21B
- NREC 3GS-21B